# Mousse (dériveur)
Pour les articles homonymes, voir Mousse.
Le Mousse est une classe de petit dériveur des années 1950, créée par l'architecte Eugène Cornu.

## Historique
À la suite d'un échec cuisant des Français lors des Jeux olympiques de 1952 à Helsinki, l'YCIF décide de créer un petit dériveur pour entrainer ses jeunes avant de les mettre sur Flying Dutchman. Le club demande donc à l'architecte Eugène Cornu de lui proposer un petit dériveur en bois simple et facile à construire. Le Mousse est né.
Le Mousse avait pour avantage, notamment par rapport au Vaurien, petit dériveur double contemporain lui aussi réservé à la formation, son fond en V plus performant et dès 1958 ses caissons latéraux facilitant le ressalage après un chavirage.
Certains Mousse étaient équipés de deux emplantures de mat, permettant de gréer le bateau en Catboat en positionnant le mat sur l'emplanture la plus avancée.
Dès 1953 un guide intitulé "Construit toi-même ton Mousse"  est édité afin de promouvoir la construction amateur.
Au milieu des années 1950, le bateau est reconnu par la Fédération Française de Yachting à Voile (maintenant FFV), et une association de classe, l'Aspromousse, voit le jour.
Avec l'avènement de la fibre de verre, les bateaux ont évolué pour être construit dans ce matériau.
l'Aspromousse disparaît en 1966, par manque d’intérêt de la part de ses membres pour les réunions (9 votants à l'assemblée générale de 1966). À la disparition de l'association, on recensait environ 3500 bateaux.

## Le Mousse aujourd'hui
Avec la disparition de l'association, les bateaux se sont éparpillés sur le territoire. Actuellement[Quand ?], les propriétaires de Mousse souhaitent se rassembler à nouveau pour s'entraider, et naviguer ensemble. Ils travaillent à recréer l'association de classe, et recherchent toute information ayant rapport avec ce dériveur.